# 동인천중학교
동인천중학교(東仁川中學校)는 대한민국 인천광역시 남동구 구월동에 있는 공립 중학교이다.

## 학교 연혁
- 1951년 8월 30일 : 동인천중학교 개교
- 1955년 3월 1일 : 인천공업학교(현 인천기계공고) 병설중학교 인가
- 1961년 3월 1일 : 동인천중ㆍ고등학교 병설 인가
- 1970년 3월 1일 : 중ㆍ고교 분리
- 1975년 9월 27일 : 현 교사(구월동)로 이전
- 1985년 8월 1일 : 인천광역시교육청 학생수영장 개설
- 2001년 7월 1일 : 현 교사 개보수
- 2007년 2월 29일 : 도서관‘글나루’전자도서관 완공
- 2014년 2월 7일 : 교과교실제 영어(1), 수학(2)교실 구축
- 2014년 2월 28일 : 통합교육지원실(1) 설치
- 2014년 9월 5일 : 야외 우레탄 농구장 개장
- 2021년 9월 1일 : 제25대 임두병 교장 취임
- 2024년 1월 11일 : 제74회 졸업식(졸업생 126명, 총인원 37,264명)

## 참고 자료
- 동인천중학교 - 한국교육학술정보원 학교알리미